# Lucien Conein
Lucien Conein (Parigi, 29 novembre 1919 – Bethesda, 3 giugno 1998) è stato un militare e agente segreto statunitense di origini francesi.

## Biografia
Conein nacque in Francia nel 1919. Cinque anni più tardi fu trasferito in Kansas.
Nel corso della Seconda guerra mondiale Conein tornò in Francia e combatte nell'esercito francese. Dopo l'invasione tedesca (1940) ritornò negli Stati Uniti e venne arruolato nell'Office of Strategic Services (OSS).
Nel 1944 combatte nella Repubblica di Vichy, aiutando la Resistenza francese.
Nell'aprile del 1945 Conein venne richiamato in Indocina per organizzare la resistenza vietnamita contro il nemico giapponese.
Alla fine della Seconda Guerra Mondiale ritornò in Europa come membro dell'OSS, per organizzare missioni d'infiltrazione spionistica e di sabotaggio contro le nazioni dell'Est europeo sotto il controllo sovietico. Ma queste missioni non raggiunsero i risultati sperati.
Nei tardi anni '50 lavorò in missioni controinsurrezionali contro il regime comunista di Ho Chi Minh nel Vietnam del Nord e nel Laos; inoltre armò le tribù dei montagnardi, per ostacolare la guerriglia Vietcong.
Conein contribuì alla riuscita del colpo di Stato dei generali sudvietnamiti ostili al regime di Ngô Đình Diệm. Dopo aver lasciato la CIA nel 1968, Conein divenne un uomo d'affari nel Vietnam del Sud. Negli anni '70 E. Howard Hunt coinvolse Conein in operazioni di spionaggio, che prevedevano anche l'uccisione di figure internazionali politicamente "pericolose" per gli USA.
Nel 1972 E. Howard Hunt considerò temporaneamente di inserire Conein in un'operazione di spionaggio ai danni del Partito Democratico, da cui sarebbe scaturito lo Scandalo Watergate. Successivamente, Conein disse al giornalista Stanley Karnow: "Se ci fossi stato io, avremmo fatto le cose per bene".
Lucien Conein morì in seguito a un attacco cardiaco nel Suburban Hospital di Bethesda, in Maryland, il 3 giugno 1998.